# Wilhelm Beer (Astronom)

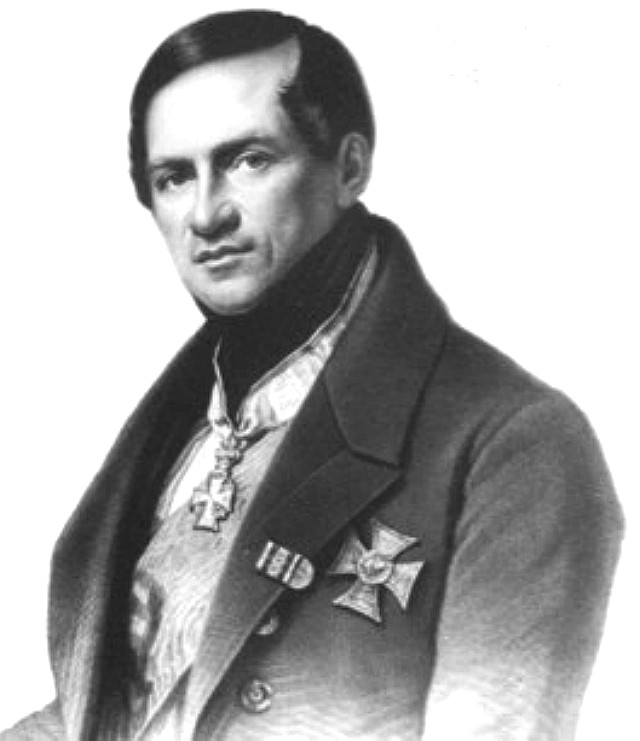
Wilhelm Beer

Wilhelm Wolff Beer (geboren am 4. Januar 1797 in Berlin; gestorben am 27. März 1850 in Berlin) war ein deutscher Geschäftsmann, Bankier, Politiker, Publizist und Amateurastronom. Er war Bruder des Komponisten Giacomo Meyerbeer und des Dichters Michael Beer.

## Leben
Wilhelm Beer wurde am 4. Januar 1797 in Berlin als Sohn von Jakob Herz Beer und Amalie Beer geboren. Nach der Beendigung der Schulbildung am Joachimsthalschen Gymnasium Berlin erfolgte 1813 der Eintritt in die Kavallerie und nur ein Jahr später nahm Wilhelm Beer von 1814 bis 1815 an den Befreiungskriegen teil und erwarb dort auch sein Offizierspatent.
Nach seinem Eintritt in das väterliche Bank-Geschäft schloss er 1818 die Ehe mit Doris Schlesinger, mit der er drei Kinder hatte. 1824 machte er die Bekanntschaft mit Johann Heinrich Mädler. Nach dem Tod des Vaters im Jahr 1825 wurde er Verwalter des väterlichen Erbes, erwarb 1828 das Berliner Bürgerrecht und wurde Mitglied, später Ältester der Korporation der Berliner Kaufmannschaft und Mitglied der Direktion des Luisenstifts.
Als Amateurastronom leistete Beer in den Jahren von 1830 bis 1840 hervorragende Arbeit. Für die Erstellung einer genauen Mondkarte erfuhr er zahlreiche Ehren, darunter die Ernennung zum Ritter des Dannebrogs, der Lalande-Preis und die Goldene Medaille für Kunst und Wissenschaft. Obwohl Beer und Mädler 1840 ein Werk über das Sonnensystem herausgaben (Fragment sur les corps célestes du système solaire), lehnte er selbst 1841 einen Ruf als Berufsastronom nach Paris und Pulkovo ab.  
Beer wurde Direktor der Potsdam-Leipziger Eisenbahn-Gesellschaft. In den Folgejahren war Beer als Direktor oder Mitglied der Aufsichtsgremien zahlreicher Eisenbahngesellschaften tätig. 1838 wurde er Mitglied der Armenkommission der Jüdischen Gemeinde und es erfolgte seine Ernennung zum Ritter des Wasaordens. 1844 erfolgten erste Arbeiten als Publizist, vor allem in der Spenerschen und Vossischen Zeitung. Seine Erhebung in den Adelsstand durch den Herzog der Toskana erfolgte im gleichen Jahr. Beer leistete in dieser Zeit auch ideelle Unterstützung für den Central-Verein für das Wohl der arbeitenden Klassen und die Berliner gemeinnützige Baugesellschaft. Als ehrenamtlicher Stadtrat in Berlin veröffentlichte Beer 1848 die Flugschrift Das Vereinigte Deutschland mit Erhaltung der Selbständigkeit deutscher Stämme. Zwei Jahre später, nach seiner 1849 erfolgten Wahl zum Abgeordneten der 1. Kammer des preußischen Parlaments, starb er am 27. März 1850 nach mehrwöchiger Krankheit und wurde auf dem Jüdischen Friedhof Schönhauser Allee in Berlin beerdigt.

## Astronomie

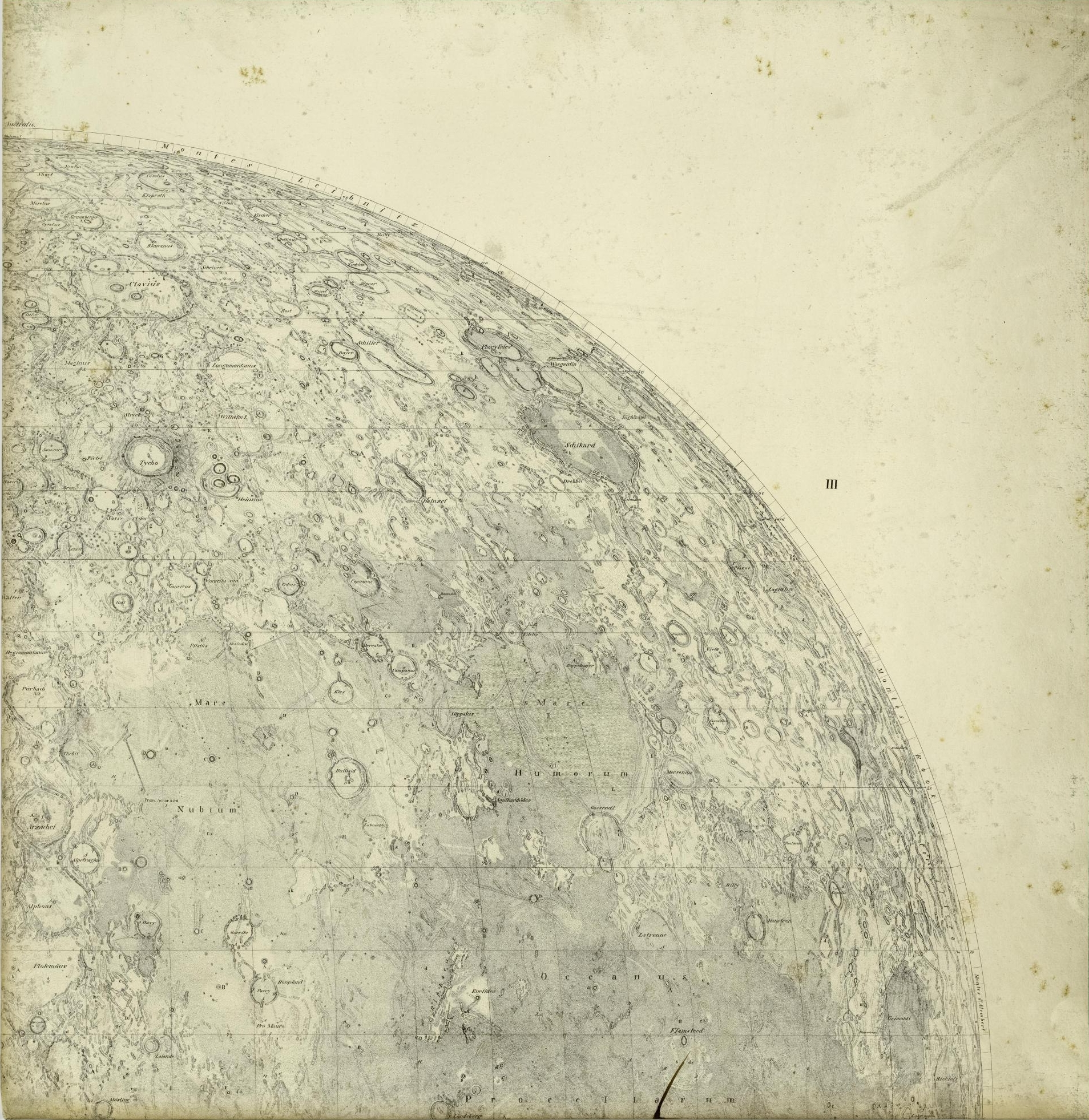
Detail der Mappa Selenographica

Bekanntheit erlangte Beer durch seine Leistungen als Amateurastronom. Er richtete 1829 ein privates Observatorium im Berliner Tiergarten ein, das mit einem Refraktor mit 9,5 cm Öffnung ausgestattet war. Gemeinsam mit dem Astronomen Johann Heinrich Mädler gab er in den Jahren 1834 bis 1836 eine genaue Mondkarte (Mappa Selenographica) heraus. 1837 folgte eine Mondbeschreibung (Der Mond nach seinen kosmischen und individuellen Verhältnissen). Über viele Jahre blieben diese Werke die besten Darstellungen des Mondes.
Beer und Mädler stellten 1830 auch die erste systematische Darstellung der Oberfläche des Planeten Mars anhand eines Marsglobus vor. 1840 erstellten die beiden eine detailliertere Marskarte und berechneten die Rotationsperiode des Mars mit 24 Stunden, 37 Minuten, 22,7 Sekunden auf 0,1 Sekunde genau. Wohl deshalb hat man auch einen Einschlagkrater auf dem Mars nach ihm benannt. 1835 berechnete Beer die Umlaufbahnen von Monden des Planeten Saturn.
Nach Wilhelm Beer wurden der Mondkrater Beer sowie der gleichnamige Marskrater benannt. Auch Alexander von Humboldt schätzte die astronomischen Arbeiten von Beer und erwähnte sie in seinem Kosmos-Werk.

## Ökonomie, Publizistik, soziales und politisches Engagement
Wilhelm Wolff Beer war ein äußerst vielseitig interessierter und engagierter Mensch. Neben seiner astronomischen Tätigkeit beteiligte er sich intensiv am Aufbau des Eisenbahnwesens in Deutschland. Er engagierte sich in der jüdischen Gemeinde und übernahm mehrere Ämter. In seinem letzten Lebensjahrzehnt widmete er sich als Publizist politischen und ökonomischen Themen, insbesondere der Finanzwirtschaft und dem Geldwesen. Kurz vor seinem Tod wurde er zum Abgeordneten gewählt. 

## Schriften
- mit J. H. Mädler: Der Mond nach seinen kosmischen und individuellen Verhältnissen oder allgemeine vergleichende Selenographie. Simon Schropp & Comp., Berlin 1837 (online).
- mit J. H. Mädler: Physische Beobachtungen des Mars bei seiner Opposition im September 1830. Berlin 1830 (online).
- mit J. H. Mädler: Mappa selenographica totam Lunae hemisphaeram visibilem complectens observationibus propriis secundum projectionem orthographicam quartuor sectionibus constructa et delineata. Berlin 1834 (Digitalisat)
- mit J. H. Mädler: Beiträge zur physischen Kenntniss der himmlischen Körper im Sonnensysteme. B. F. Voigt, Weimar 1841 (online).
- Bemerkungen über Zettel-Banken und Papiergeld. Berlin 1845.
- Die Gefahren der Differential-Zölle und der Revision des Zolltarifs. Berlin 1848.